# John Healy
John Healy (nacido en 1942) es un escritor irlandés y ex jugador de ajedrez de torneos.

## Primeros años y vida personal
Nació en Londres en 1942 de padres inmigrantes irlandeses en Kentish Town de Londres. Dejó la escuela a la edad de 14 años y pasó sus años de formación en el ejército, donde tuvo una exitosa carrera en el boxeo. Despedido deshonrosamente por embriaguez, resistiéndose a la guardia y ausentándose sin permiso, Healy comenzó una espiral descendente que lo llevó a la subcultura de los bebedores callejeros sin hogar de Londres. Pasó quince años como alcohólico sin hogar y fue condenado por muchos delitos menores durante este tiempo.

## Ajedrez
Durante uno de sus períodos en prisión, aprendió a jugar al ajedrez de un compañero de celda, Harry 'el Zorro'. Al descubrir que tenía una aptitud especial para el juego, decidió dejar de beber y con la ayuda de su ex oficial de libertad condicional, Clive Soley (ahora Clive Soley, Baron Soley), dio sus primeros pasos para regresar a la vida normal. Ha permanecido sobrio desde entonces.
Su carrera ajedrecística continuó durante diez años y, a pesar de los estragos de los años pasados en las calles, se convirtió en un jugador altamente calificado, capaz de jugar cuatro partidas simultáneamente con los ojos vendados y varias partidas simultáneamente con la vista del tablero.
En 2010, su libro "Coffeehouse Chess Tactics" fue publicado por la conocida editorial de ajedrez New in Chess, y fue preseleccionado para el Libro de Ajedrez del Año de Guardian.

## The Grass Arena
Habiendo renunciado a su ambición de convertirse en Gran Maestro, Healy se retiró del ajedrez de torneos y comenzó a escribir la historia de su vida, que fue publicada en 1988 por Faber and Faber. The Grass Arena fue reconocido instantáneamente como un clásico del género de las memorias y ganó muchos premios, incluido el Premio J. R. Ackerley de Autobiografía Literaria. Este fue el primer libro en la historia del premio en ganarlo directamente.

## Película
En 1990, la autobiografía de Healy se adaptó a una película del mismo nombre que ganó muchos premios internacionales importantes, incluido el premio inaugural Michael Powell a la mejor película británica en el Festival de Cine de Edimburgo.
Un documental sobre la vida y obra de Healy, titulado Barbaric Genius, dirigido por Paul Duane y producido por Screenworks Film and TV, se estrenó en el Festival Internacional de Cine Jameson de Dublín en 2011. Fue nominado al Premio al Documental Grierson de 2012.

## Disputa
Tras una disputa con Faber y Faber en 1991, el libro se agotó en el Reino Unido y permaneció así hasta 2008, cuando se volvió a publicar en Penguin Classic. Sin embargo, permaneció impreso en Francia, donde lo publica Gallimard.
The Grass Arena se volvió a publicar en 2008 con una nueva introducción del actor Daniel Day-Lewis.